# メクレンブルク＝シュヴェリーン自由州

メクレンブルク＝シュヴェリーン自由州
Freistaat Mecklenburg-Schwerin

メクレンブルク＝シュヴェリーン自由州（桃色）、黄色はメクレンブルク＝シュトレーリッツ自由州

メクレンブルク＝シュヴェリーン自由州またはメクレンブルク＝シュヴェリーン自由国（ドイツ語: Freistaat Mecklenburg-Schwerin）は、1918年から1934年にかけて存在した、ドイツ国（ヴァイマル共和政）およびナチス・ドイツの自由州である。領域は現在のメクレンブルク＝フォアポンメルン州の一部に相当する。

## 歴史
1918年11月のドイツ革命による君主制廃止の奔流がメクレンブルク＝シュヴェリーン大公国にも波及する中、11月14日にメクレンブルク＝シュヴェリーン大公フリードリヒ・フランツ4世が退位し、メクレンブルク地域における君主制は隣接するメクレンブルク＝シュトレーリッツ大公国と合わせて廃止された。
メクレンブルク＝シュヴェリーンとメクレンブルク＝シュトレーリッツを合わせたメクレンブルク地方は元々、統一された地域だったため、君主制の廃止を契機とした統一の議論も起こったものの、結局は統一されることなくそれぞれ個別に自由州となり、独自の州憲法を制定して独自の州議会を有した。一方で、上級裁判所についてはロストックにあったメクレンブルク上級控訴裁判所を共有した。
メクレンブルク＝シュトレーリッツ自由州はプロイセン自由州の県ほどの大きさしかない小州で、財源も乏しかったことからわずか数年で財政的に行き詰まり、1920年代後半にはメクレンブルク＝シュヴェリーン自由州との合邦やプロイセン自由州からの支援取り付けが模索されたが、結論が出ないままであった。
その後、ナチ党政権による強制的同一化の過程で国家代理官が置かれることになると、メクレンブルク＝シュヴェリーン及びメクレンブルク＝シュトレーリッツの国家代理官となったフリードリヒ・ヒルデブラントが両自由州を合邦させることを決定し、1934年1月1日に約3世紀ぶりにメクレンブルク州として統一された。
1937年に大ハンブルク法が制定されると、シュレースヴィヒ＝ホルシュタイン地方にあった飛び地のドームホフ・ラッツェブルクとハマー、マンハーゲン、パンテン、ホルスト、ヴァルトスフェルデをハンブルク都市圏のヘルツォークトゥム・ラウエンブルク地区に譲り、代わりにリューベックからウテヒトとシャッティン (現在のリューダースドルフ地区) を移管された。シュターフェンハーゲン近郊にあったポンメルンの飛地のツェッテミンも移管された。
第二次世界大戦が終結すると、メクレンブルクはソ連の占領下に置かれ、オーデル・ナイセ線以西のポンメルンと統合されて、メクレンブルク＝フォアポンメルン州となった。

## 政治

### 州議会
君主制が廃された後、1919年2月21日に制憲議会が召集された。1920年5月17日にメクレンブルク＝シュヴェリーン自由州憲法が制定され、1920年6月には州議会選挙が実施された。選挙制度は厳正拘束名簿式比例代表制を採用し、ドント方式で議席配分が行われた。

### 州政府
メクレンブルク＝シュヴェリーン州政府は、州首相の下に外務省、内務省、財務省、法務省、教育・技術・宗教・医療・総務省、農業・国土・林業省の6省庁を有していた。内閣は州首相と大臣3人とされていたが、州首相・大臣とも基本的に2省庁を所管する運用がされていたため、たいていは州首相と大臣2人で内閣を構成していた。また、外務省は州首相の所管とされた。ナチ党政権下では各州の自治権が縮小されたため、内閣は州首相と大臣1人となった。

### メクレンブルク＝シュヴェリーン自由州首相
州務長官
- フーゴ・ヴェンドルフ（ドイツ語版）  (ドイツ民主党、 1918年 - 1919年)

州首相
- フーゴ・ヴェンドルフ（ドイツ語版）  (ドイツ民主党、 1918年 - 1920年)
- ヘルマン・ラインケ＝ブロッホ（ドイツ語版）  (ドイツ人民党、1920年 - 1921年)
- ヨハネス・シュテリンク（ドイツ語版）  (ドイツ社会民主党、1921年 - 1924年)
- ヨアヒム・フォン・ブランデンシュタイン（ドイツ語版）  (ドイツ国家人民党、1924年 - 1926年)
- パウル・シュレーダー（ドイツ語版）   (ドイツ社会民主党、1926年 - 1929年)
- カール・エッシェンブルク（ドイツ語版）   (ドイツ国家人民党、1929年 - 1932年)
- ヴァルター・グランツォー（ドイツ語版）  (ナチ党、1932年 - 1933年)
- ハンス・エゴン・エンゲル（ドイツ語版）  (ナチ党、1933年)

国家代理官
- フリードリヒ・ヒルデブラント（ドイツ語版）  (ナチ党、1933年 - 1934年)